# Campeonato Português da 1.ª Divisão de Polo Aquático Feminino de 2015–2016
O Campeonato Português da 1a Divisão de Polo Aquático Feminino (English: Water Polo) de 2015/2016 foi a 28ª edição desde ressurgimento  em 1987-1988, competição organizada pela Federação Portuguesa de Natação,  É disputada por 5 equipas, a quatro voltas. O Clube Fluvial Portuense conquistou o seu 10º Título.

## Play-off Final
3º jogo play-off final: Se necessário.
2º jogo play-off final: 25/06/2016 Clube Fluvial Portuense - ADDCEG Gondomar, 14-3 (0-0; 0-0; 0-0; 0-0) Local: São Cosme
1º jogo play-off final: ??/06/2016 ADDCEG Gondomar - Clube Fluvial Portuense, 3-12 (0-0; 0-0; 0-0; 0-0) Local: São Cosme
O Clube Fluvial Portuense sagrou-se Campeão nacional 2 – 0 (12-3, 14-3) contra ADDCEG - Gondomar 

## CN da 1ª Divisão Feminino de Polo Aquatico
| Pos | Equipa                | J  | V  | E | D  | GM  | GS  | Diff | Pts |
| --- | --------------------- | -- | -- | - | -- | --- | --- | ---- | --- |
| 1   | CF Portuense          | 16 | 15 | 0 | 1  | 223 | 98  | +125 | 45  |
| 2   | ADDCEG                | 16 | 11 | 0 | 5  | 164 | 139 | +25  | 33  |
| 3   | SL Benfica            | 16 | 10 | 0 | 6  | 206 | 135 | +71  | 30  |
| 4   | Amarantus             | 16 | 4  | 0 | 12 | 122 | 219 | -97  | 12  |
| 5   | Sport Algés e Dafundo | 16 | 0  | 0 | 16 | 107 | 231 | -124 | 0   |